# Ectoedemia phaeolepis
Ectoedemia phaeolepis is een vlinder uit de familie dwergmineermotten (Nepticulidae). De wetenschappelijke naam is voor het eerst geldig gepubliceerd in 2010 door van Nieukerken, A. & Z. Lastuvka.
De soort komt voor in Europa.